# 町尻量衡
町尻 量衡（まちじり かずひら）は、幕末の公家、明治期の政治家。子爵。町尻家10代当主・石高30石。

## 経歴
文政11年（1829年）、大蔵卿・豊岡治資の子として誕生。
権中納言・町尻量輔の養子となった。官位は正五位上・右近衛少将。
1884年7月8日、子爵を叙爵した。明治40年（1907年）死去。

## 栄典
- 1887年（明治20年）12月26日 - 正三位[4]

## 系譜
- 父：豊岡治資
- 母：不詳
- 養父：町尻量輔 - (1802-1874)。公卿。町尻家9代町尻量聰の子[5]。水無瀬家15代水無瀬兼俊の次男[6]。廷臣八十八卿の一人。
- 妻：明子 - 慈光寺実仲の娘
- 生母不明の子女
  - 男子：町尻量弘 - 慶応2年生、妻に鑑尾（てるて、大隈正徴の二女）。養嫡子に町尻量基。その妻は賀陽宮邦憲王の第一王女・由紀子 。孫に野間佐和子。
  - 男子：町尻量能
  - 男子：大岡忠量（1868-） - 初名は量雄。子爵大岡忠貫の養子。娘婿に小林中。